# زبان‌های چوکیایی–پوناپیایی
زبان‌های چوکیایی-پوناپیایی یا تروکیایایی-پوناپیایی زیربخشی از زبان‌های میکرونزیایی هستند که از دو زنجیره گویشی زبان چوکیایی و زبان‌های پوناپیایی پدید آمده‌اند. زبان‌های چوکیایی-پوناپیایی، غربی‌ترین و تازه‌ترین زبان‌های میکرونزیایی هستند.

## نوآوری‌های ویژه
زبان‌های چوکیایی-پوناپیایی چندین نوآوری ویژه بسیاری دارند که آنها را از دیگر گروه زبان‌های میکرونزیایی، جدا می‌کند. تغییرات صدای تاریخی، نسبت به زبان میکرونزیایی نخستین، برجسته‌ترین تفاوت است.

## تغییرات صدای تاریخی
زبان‌های چوکیایی-پوناپیایی، چندگونه تغییرات صدای تاریخی از زبان اقیانوسیه‌ای نخستین و زبان میکرونزیایی نخستین را همرسانی می‌کنند. زبان چوکیایی و زبان پوناپیایی بعدها به صورت جداگانه، دیگر نوآوری‌ها را با یکدیگر همرسانی کردند.